# Alasan N. Touray
Alasan N. Touray (* 19. oder 20. Jahrhundert; † 20. Jahrhundert) war ein Politiker in der westafrikanischen britischen Kolonie Gambia.

## Leben
| Parlamentswahl  | Stimmen | Stimmanteil      |
| --------------- | ------- | ---------------- |
| 1960            | 2.830   | 49,47 %          |
| 1961 (Nachwahl) | n/a     | nicht angetreten |

| Parlamentswahl | Stimmen | Stimmanteil |
| -------------- | ------- | ----------- |
| 1962           | 758     | 27,88 %     |

Touray trat als Kandidat der United Party (UP) bei der Wahl 1960 zum House of Representatives für den Wahlkreis Niani-Saloum an. Mit 49,47 % der Stimmen gewann er den Wahlkreis und damit einen Sitz im House of Representatives, vor den Kandidaten der People’s Progressive Party (PPP), Omar J. Sise, und den parteilosen B. A. Janneh. Nachdem die PPP Berufung gegen Touray eingereicht hatte, wurde im Januar 1961 eine Nachwahl durchgeführt. Den Wahlkreis gewann Ebrima D. N’Jie (UP).
Für die Wahl 1962 wurde er erneut von der UP aufgestellt und trat im Wahlkreis Niani an, der Wahlkreis Niani-Saloum wurde ab diese Wahl getrennt (N’Jie trat im Wahlkreis Saloum an und gewann ihn auch). Er konnte diese Wahl nicht gewinnen und unterlag mit 27,88 % der Stimmen dem Kandidaten der PPP, Demba S. Cham. Bei der folgenden Wahl 1966 trat Touray nicht an und trat politisch nicht mehr in Erscheinung.